# L'Expert (bande dessinée)
Pour les articles homonymes, voir L'Expert.
L'Expert est une série de bande dessinée écrite par Frank Giroud, dessinée par Brada et colorisée par Paul. Ses quatre volumes sont parus entre 2003 et 2007 chez Glénat.

## Les personnages
- Au XXe siècle :
  - Adam Robak : un expert en tableau et collectionneur
  - Mle Arnaud : son assistante

- Au XVIe siècle :
  - Wilhelm von Schöneberg : Connétable
  - Krystyn von Schönebergson : son épouse
  - Hans Roeghlin : peintre

## Albums
- Glénat, collection « La Loge noire » :

1. Le Triomphe de Saint-Waldemar, 2003[1].
2. L'Étole du chaman, 2005[2].
3. L'Ombre du Connétable, 2006[3].
4. Justice !, 2007[4].